# Daniel Jakubczyk
Daniel Kamil Jakubczyk (ur. 18 lipca 1975 w Wodzisławiu Śląskim) – polski samorządowiec, od 2014 roku wójt gminy Gorzyce.

## Studia i praca zawodowa
W 2000 roku ukończył prawo na Wydziale Prawa i Administracji Uniwersytetu Jagiellońskiego w Krakowie. Ukończył również studia podyplomowe z ekonomii społecznej na Uniwersytecie Ekonomicznym w Katowicach oraz z zarządzania zasobami ludzkimi w Wyższej Szkole Humanitas w Sosnowcu. W latach 2009–2014 pełnił funkcję redaktora naczelnego miesięcznika „U Nas”. Autor książek dotyczących pogranicza polsko-czeskiego nad rzeką Olzą. Publikował również na łamach „Nowin Wodzisławskich”, „Nowin Raciborskich”, „U Nas” i „Śląskiej Fatimy”.

## Działalność polityczna
W II turze wyborów samorządowych w 2014 został wybrany na urząd wójta gminy Gorzyce z poparciem 56,76%. Ponownie wybrany w I turze głosowania w wyborach w 2018 (65,62% głosów) i 2024 (50,94% głosów).